# La Marseillaise (film, 1920)
Pour les articles homonymes, voir La Marseillaise (homonymie).
La Marseillaise (ou La Naissance de la Marseillaise) est un film français réalisé par Henri Desfontaines, sorti en 1920.

## Fiche technique
- Titre : La Marseillaise
- Titre alternatif : La Naissance de la Marseillaise[1],[2]
- Réalisation : Henri Desfontaines[1]
- Format : noir et blanc[3] - muet[3]
- Date de sortie : 1920[1]

## Distribution
Source : Imdb
- André Allard : Philippe-Frédéric de Dietrich
- Suzanne Bianchetti : Lise de Dietrich
- André Nox
- Maurice Varny